# Veress Sándor László
Veress Sándor László (Heves, 1934. július 12. –) Munkácsy Mihály-díjas, érdemes művész címmel kitüntetett magyar festőművész. A Magyar Művészeti Akadémia rendes tagja (2012).

| Kattints az alábbi külső linkek egyikére! | Kattints az alábbi külső linkek egyikére! |
| ----------------------------------------- | ----------------------------------------- |
| Nem található szabad kép.(?)              |                                           |
| külső link · jogvédett                    | Portré                                    |

## Életpályája, munkássága
Felsőfokú képzőművészeti tanulmányait 1956 és 1962 között végezte a Magyar Képzőművészeti Főiskolán, ahol Kmetty János és Domanovszky Endre voltak a mesterei. Pályakezdését a Derkovits-ösztöndíj (1964–1967) segítette. 1969–1997 között a Magyar Képzőművészeti Főiskolán tanított alakrajzot és festészetet.
„Képei hol rejtett, hol nyílt utalásokkal kapcsolódnak a 20. század és a régebbi korok festészetének egy-egy mesteréhez - Manet, Chagall, Adriaen Brouwer képtémák, kompozíciók, gondolat-tartamok jelölhetőek meg tám-, vagy kiindulópontokként -, de talán ennél is fontosabb, lényegi jellemzője e piktúrának a sodró expresszív hevület. A visszafogott színvilágú, a pasztell árnyalatokból építkező kompozíciók is feszültséggel sugározzák a kifejezés mély átéltségét, már-már indulatosságát, a vásznak már visszahőköltetik, vagy elementáris erővel ragadják magukkal a képszemlélőt. Köznapi különösségekbe nem emelkedő jeleneteket fest: úgynevezett közéleti embercsoportokat, cirkuszi pillanatképeket, salakmotoros nagymenőket. A képfelületek a durván felhordott festékrétegek egymásra rakódásából épülnek töredezettekké, karcosokká, s a kráteressé szilárdult foltok közé kollázs elemek illeszkednek: fotók, újságkivágások, gyufás skatulyák, sőt szerves képalkotó elemmé szintetizálódhat egy megviselt seprű is. A kollázs technika, az idegen elemek beépítése, a kolorisztikus egység és ellenpont mind-mind külsődleges, alárendelt képalkotó tényező: a Veress Sándor László-kép lényege a köznapiságban, a kisszerűségben varázslattá avatott szürke történésfolyam megállítása, a már-már érdektelenségbe fulladó valószerű jelenségek költészetté, vízióvá emelése.” Képeit a Magyar Nemzeti Galéria, a szolnoki, a szombathelyi és a kaposvári múzeumok őrzik.

## Kiállításai (válogatás)[2]

### Egyéni
- 1976 • Műcsarnok, Budapest (katalógussal)
- 1988 • Művelődési Ház, Heves
- 1991 • Barcsay Terem, Budapest
- 1998 • MOL Galéria, Szolnok
- 1999 • Vigadó Galéria, Budapest
- 2009 • Szobák és aluljárók, Körmendi Galéria, Budapest
- 2015 • Élethelyzetek, Pesti Vigadó, Budapest (a kiadvány bevezető szövegeket írta: Fodor András, Gerzson Pál, Wehner Tibor, Fábián László, Szemadám György ) Budapest, Magyar Művészeti Akadémia, 2015., [12] p.

### Csoportos
- 1966 • Fiatal Művészek Stúdiója VI. Kiállítása, Ernst Múzeum, Budapest
- 1968 • Fiatal Művészek Biennáléja, Párizs
- 1989 • Magyar művészek kiállítása, Brüsszel
- 1986–96 • Szegedi Festészeti Triennálék
- 1995 • Viski Balás László és tanítványai, Budapest Galéria, Budapest
- 1996 • Hommage à Millecentenárium, Kempinski Galéria
- 2004 • DOYENEK III.,[3] KOGART Ház, Kovács Gábor Művészeti Alapítvány, Budapest, 2009
- 2009 • Festő-szobrászok – festőművészeink szobrai és szobrászaink festett szobrai, Zikkurat Galéria - Nemzeti Színház parkja, Budapest

## Társasági tagság
- A Magyar Szépmíves Társaság alapító tagja

## Díjak, elismerések
- Fiatal Képzőművészek Stúdiója kiállításának első díja (1966);
- Stúdió-díj (1968);
- Ezüstgerely pályázat fődíja (1982);
- IV. Képzőművészeti Triennálé díja, Szolnok (1984);
- Szegedi Nyári Tárlat fődíja (1986);
- Szegedi Táblaképfestészeti Trinnálé fődíja (1996);
- Hommage à Millecentenárium, az V. kerületi önkormányzat díja, Kempinski Galéria (1996);
- IX. Képzőművészeti Triennálé Jász-Nagykun-Szolnok Megyei Önkormányzatának díja, Szolnok (1999);
- Munkácsy Mihály-díj (2004)
- Szeged Tábla - Képfestészeti Biennálé MAOE-díj (2006)
- Érdemes művész (2018)